# Fiskdamm (Våxtorps socken, Halland, 625097-134229)
Fiskdamm är en sjö i Laholms kommun i Halland och ingår i Stensåns huvudavrinningsområde.